# Gymnostomum repandum
Gymnostomum repandum là một loài rêu trong họ Pottiaceae. Loài này được Griff. mô tả khoa học đầu tiên năm 1842.